# Beinn a’ Chroin
Der Beinn a’ Chroin ist ein 942 m (3.091 ft) hoher Berg in Schottland. Die Bedeutung seines gälischen Namen wird unterschiedlich angegeben, entweder als Berg der Gefahr oder als Berg der Schafhürden. Er liegt in den südlichen Highlands südlich der Ortschaft Crianlarich im Loch Lomond and the Trossachs National Park und zählt zu den Munros.  

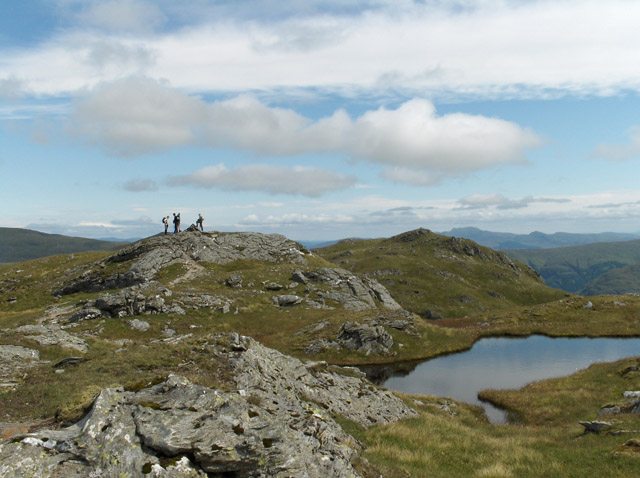
Der Gipfel des Beinn a’ Chroin, rechts der frühere Hauptgipfel

Vom nordwestlich liegenden Nachbarn An Caisteal trennt der 809 Meter hohe Sattel des Bealach Buidhe den etwas mehr als einen Kilometer langen, ungefähr in Ost-West-Richtung verlaufenden Grat des Beinn a’ Chroin ab, über den die Wasserscheide zwischen schottischer West- und Ostküste verläuft. Nach Süden entwässert der Berg über Loch Voil und Loch Lubnaig schließlich in den Firth of Forth, an seiner Nordseite entspringt mit dem River Falloch der größte nördliche Zufluss zu Loch Lomond, das wiederum in den Firth of Clyde entwässert. Westlich an den Bealach Buidhe schließt ein etwas tieferer namenloser Sattel an, der zum benachbarten Beinn Chabhair überleitet. Mehr als seine Nachbarn ist der Gipfelaufbau des Beinn a’ Chroin durch steile Felspartien geprägt, die im Gipfelbereich von Bergsteigern auch leichte Kletterei erfordern. Ähnlich wie beim Cruach Ardrain wechselte beim Beinn a’ Chroin in den letzten Jahren die Lage des höchsten Punkts. Über Jahre galt der etwas abgesetzt liegende Ostgipfel mit 940 Metern als höchster Punkt des Bergs, die westlich davon gelegenen vier Gipfelköpfe dagegen lediglich als nachgeordnete Tops, deren höchster 938 Meter erreichte. Neuere Messungen haben nunmehr eine Höhe von 942 Metern für den höchsten der vier westlichen Gipfelköpfe erbracht. Im Gipfelbereich auffällig sind mehrere kleine Wasserflächen rund um die Gipfelköpfe.
Der Beinn a’ Chroin wird meist von Crianlarich im Norden in Kombination mit dem An Caisteal bestiegen. Ausgangspunkt für den Aufstieg ist der Übergang der A82 südwestlich von Crianlarich in das Glen Falloch. Von Süden kann der Berg ebenfalls bestiegen werden, allerdings mit deutlich längerem Anstieg. Startpunkt ist die kleine Ansiedlung Inverlochlarig westlich von Balquhidder. 